# Коннэрт, Владимир Семёнович
Владимир Семёнович Коннэрт (Кон-Коннэрт) (10 декабря 1900, Лейпциг, Германия — 04 марта 1959, Москва, СССР) — советский военный деятель, военный инженер в области авиационного вооружения, дивинженер (1935), начальник факультета авиационного вооружения ВВИА им. Н. Е. Жуковского (1934—1938), главный инженер ВВС РККА (1936—1937), зам. начальника по учебной и научной работе и начальник штаба ВВИА им. Н.Е. Жуковского (1937—1938).

## Биография
Родился 10 декабря 1900 года в г. Лейпциг (Германия), в состоятельной еврейской семье, постоянно проживавшей в Риге (поэтому в анкетах и автобиографиях во время службы в РККА г. Рига указан как место рождения).
Окончил 6 классов Рижской Александровской гимназии в 1915 году, после чего уехал в Центральную Россию. В 1915 (1916 ?) г. работал чернорабочим в артели грузчиков, на консервном и гранатном заводах в Самаре.
С рождения и до 1920 г. носил фамилию «Кон», в 1920 г. сменил фамилию на «Коннэрт» (во время пребывания в г. Грозный) в целях обеспечения безопасности родителей, оставшихся в буржуазной Латвии. После исключения из ВКП(б) в 1938 г., сменил фамилию на «Кон-Коннэрт».

### Начало военной службы
По устным воспоминаниям вдовы В. С. Коннэрта, чтобы попасть на фронт Первой мировой войны, «добавил» себе возраст, поэтому в ранних анкетах и автобиографиях указана дата рождения «1897 год». С мая 1915 (1916 ?) г. — рабочий (молотобоец) на постройке шоссейной дороги Сарыкамыш-Эрзурум, затем — рядовой Туркестанского полка в действующей армии на Кавказском фронте (Сарыкамыш-Эрзурум, ныне Турция).
8 июля 1917 года вступил в РСДРП(б) в г. Сарыкамыш (ныне Турция).
В марте 1918 года добровольно вступил красноармейцем в ряды Красной армии (г. Тюмень, Тюменский советский отряд). Участник Гражданской войны. С июня 1918 г. — на Восточном фронте: адъютант для поручений штаба отряда 2-й армии, комендант штаба Реввоенсовета 2-й армии, с декабря 1918 г. — комиссар артдивизиона 28-й стрелковой дивизии 2-й армии. Судя по наградному листу при представлении к награждению орденом Красного Знамени в 1928 г. (к 10-летию Октябрьской революции и Красной Армии), участвовал в разоружении Вятской речной флотилии. С мая 1920 г. — для поручений при начальнике снабжения и старший ревизор-инструктор Управления Кавказской трудовой армии (г. Грозный).

### Служба вВВС РККАв 1920—1930 годах
С июня 1921 г. — курсант Егорьевской ВТАШ («Теоретическая школа авиации РККВФ»), окончил экстерном в августе 1921 г., продолжил учёбу в ВШЛН в Петрограде («школа летнабов»), окончил экстерном в августе 1921 г. Зимой 1921—1922 гг. как летчик-наблюдатель ВШЛН в составе авиазвена особого назначения (командир А.Томашевский) принимал участие в «боевых действиях по борьбе с бандитизмом» в Карелии, где «совершил несколько удачных полетов на старом невооруженном самолёте „Анасаль“ с целью разведки при исключительно тяжелых климатических и географических условиях. Всего совершил 14 полетов».
В апреле-июле 1922 г. — летнаб и штурман 8-го Отдельного отряда 2-й Воздушной эскадры Украинского ВО (гг. Киев-Винница). С августа 1922 г. — помощник начальника по учебной части в Высшей школе Воздушной стрельбы и бомбометания (ВШСиБ, г. Серпухов), курс которой в том же году также окончил экстерном. Назначен в Почетный караул у гроба В. И. Ленина (приказ по ВВИА № 24 параграф 1). С октября 1923 г. — слушатель командного факультета, в 1924—1928 гг. — учился на инженерном факультете ВВИА им. Н.Е. Жуковского, который окончил в 1928 г. с присвоением квалификации «инженер-механик» и воинского звания «военный инженер-механик Воздушного Флота» (приказ РВС СССР по л/с армии № 774 за 1928 г.).
23 февраля 1928 г. награждён орденом Красного Знамени (№ 13790) в связи с 10-летней годовщиной Октябрьской революции и образования Красной Армии — «по материалам Гражданской войны — за разоружение Вятской речной флотилии» (Приказ РВС СССР по л/с армии № 101—1928 г.).
После окончания академии с декабря 1928 г. служил в научно-техническом Комитете Управления ВВС, преподавал в Военной школе специальных служб ВВС РККА, занимал должности постоянного члена 2-й секции научно-технического Комитета Управления ВВС РККА, инженера, члена Комитета и председателя 3-й секции того же Комитета, старшего руководителя кафедры вооружений ВВИА им. Н.Е. Жуковского. Имел изобретения в области авиатехники и самолётостроения, в 1931 г. составил «Наставление по бомбардировочной авиации».
С апреля 1931 г. помощник начальника научно-испытательного института ВВС. С августа 1931 г по июль 1932 г. в ВВИА им. Н.Е. Жуковского: преподаватель, начальник цикла авиационного вооружения. С сентября 1931 г. по январь 1932 г. находился в служебной командировке в Италии, Германии и Англии.

Сыграл важную роль в развитии артиллерийского (пушечного) вооружения самолётов того времени. В частности, во время командировки в Италию в декабре 1931 г., участвовал в испытаниях пушечного авиационного вооружения на морских патрульных самолётах («летающих лодках») «Савойя», поступивших на вооружение ВВС РККА. Согласно материалам Н. А. Абросимова,
«…дальность их полета составляла тысячу километров, а развивали скорость они до двухсот км/ч. „Савойи“ могли нести бомбы, а на случай воздушного боя у них имелись по два спаренных пулемета. К лету 1932 г. С-62Б уже стал основным разведчиком отечественной морской авиации. На 1 января их поступило 36, а к июлю пришли все. в том числе пушечные, машины. На одной из последних в декабре 1931 г. произвели практический отстрел вооружения в воздухе. В носовой установке поставили пушку Эрликон 1. Пилоты фирмы испытывать её в воздухе отказались, ссылаясь на то, что конструкция самолёта не выдержит стрельбы. Выручил один из прикомандированных к советской комиссии итальянских военных летчиков, полковник Адриано Бакула, известный гонщик и рекордсмен. Полетели втроем: Бакула за штурвалом, рядом с ним советский приемщик Бертстрем (командир бригады ВВС Чёрного моря), а у пушки — второй приемщик — В. С. Коннэрт (из Военно-Воздушной академии). В этом составе за два дня сделали 46 выстрелов холостыми патронами в воздухе, 90 — на воде (на озере Лаго-Маджоре) и столько же на суше. Самолёт при стрельбе дергался: колебания шпангоутов и стенок доходили до 2-3 мм. Краска на переднем лонжероне и одном из шпангоутов лопнула, у турели срезало четыре крепежных болта.».
С июля 1932 г. — зам. начальника, начальник научно-испытательного института ВВС (впоследствии 929-й ГЛИЦ ВВС им. В. П. Чкалова). При нём началось перебазирование авиабригады, а потом и всего НИИ на новую базу на ст. Томская (аэродром Щелково, ныне станция Чкаловская). Перебазирование из обыденного события превратилось в парад — первый воздушный парад с пролётом над Красной площадью. Возглавил колонну из 46 крылатых машин по три в ряд самолёт ТБ-3 с бортовым номером 311, управляемый экипажем В. П. Чкалова.

С июля по сентябрь 1932 г. в командировке в Англии, в 1933 г. и 1934 г. — в командировках в Германии, Австрии и Голландии. С 28 февраля 1933 года — главный инженер по вооружению научно-испытательного института ВВС и главный инженер по вооружению Управления ВВС РККА (Приказ РВС СССР № 0183 от 28.02.1933 г.). С октября 1934 г. — первый начальник воздушно-артиллерийского факультета (впоследствии факультета авиационного вооружения) и военный комиссар ВВИА им. Н.Е. Жуковского. Согласно Большой электронной энциклопедии ВВИА им. Н.Е. Жуковского,
«В начале 1930-х гг. В. С. Коннэрт приложил много сил для оснащения экспериментальным оборудованием лабораторий факультета, где были образованы отделения и кафедры баллистики, стрелково-пушечного вооружения, бомбардировочного вооружения, минно-торпедного вооружения, бомбометания и прицелов, химической защиты, а также полигонное отделение. Большое внимание уделялось также совершенствованию учебного процесса и повышению научно-педагогического уровня преподавателей. На факультет были приглашены крупные специалисты в области артиллерийских наук. Плодотворная деятельность В. С. Коннэрта положила начало дальнейшему успешному развитию факультета авиационного вооружения.»
13 декабря 1935 года — присвоено персональное воинское звание «дивинженер» (Приказ НКО СССР № 2601 от 13.12.1935 г.).

С апреля 1936 г. — главный инженер ВВС РККА (Приказ НКО СССР № 01434 от 05.04.1936 г.). Как отмечает С. В. Аверченко, изучивший развитие эксплуатационно-технической службы ВВС РККА в предвоенный период, во главе её стояли
«хорошо подготовленные инженеры, обладавшие высокими организационными способностями, глубокими техническими знаниями, а многие ещё и большим практическим опытом и умением воплотить свои знания в конкретные дела. В течение 1925—1941 гг. эксплуатационно-технической службой ВВС РККА последовательно руководили 7 человек: А. П. Смолин, А. К. Аузан, дивинженер В. С. Коннэрт, военинженер 1 ранга Ф. Н. Шульговский, бригинженер А. К. Репин, бригинженер З. А. Иоффе и дивинженер И. С. Троян… Благодаря вдумчивой и кропотливой работе её руководителей, была обеспечена грамотная техническая эксплуатация сложной авиационной техники …они смогли создать службу и вывести её на уровень, соответствующий развитию авиации того времени…. Кроме того, под их руководством …была создана и постоянно совершенствовалась система технической эксплуатации авиационной техники, многие положения которой действуют до сих пор».
25 мая 1936 г. награждён орденом Красной Звезды «за выдающиеся личные успехи по овладению боевой авиационной техникой и умелое руководство боевой и политической подготовкой ВВС РККА» (Постановление ЦИК СССР от 25 мая 1936 г.).
С января 1937 г. по апрель 1938 г. — начальник штаба и зам. начальника по учебной и научной работе (приказы № 0014 от 08.01.1937 по НКО СССР и № 03-37 по ВВИА), в октябре 1937 г. — врио начальника ВВИА им. Н.Е. Жуковского (приказы № 365-37 и 381-37 по ВВИА).
27 мая 1937 г. решением Ученого Совета ВВИА им. Н.Е. Жуковского (протокол № 8) была присуждена ученая степень кандидата технических наук и ученое звание доцента согласно примечания к параграфам 14 и 8 постановления СНК СССР от 20.03.1936 г.; однако это присуждение не было затем утверждено КВШ (впоследствии ВАК) СССР ввиду увольнения из РККА и ВВИА им. Н.Е. Жуковского.
После ареста командующего ВВС РККА Я. И. Алксниса в ноябре 1937 г., в том же месяце с формулировкой «за искажение биографических данных» исключен из ВКП(б) на партийном собрании ВВИА им. Н.Е. Жуковского. В качестве обвинений упоминалась также «политическая близорукость при работе с разоблаченными врагами народа Тухачевским, Алкснисом и другими», а также православная вера жены и открытое посещение ею церкви. Исключение из партии затем подтверждено парткомиссией ПУРККА с формулировкой «за систематический обман партии и как не внушающий политического доверия» (протокол ПК ПУРККА от 10.03.1938 № 2214).
29 апреля 1938 года освобождён от занимаемой должности начальника штаба Военно-воздушной академии РККА и уволен в запас РККА по статье 43 пункт «б» («в аттестационном порядке по служебному несоответствию»). Однако позже в формулировку было внесено изменение, в соответствии с которым увольнение было произведено по статье 43 пункт «а» («за невозможностью использования в связи с сокращением штатов или реорганизацией»). Сохранилось письмо на бланке Управления ВВС РККА от 22 августа 1938 г. (№ ОК/2208): «Сообщаю, что приказом НКО СССР от 15/08 с.г. за № 01403 пункт „Б“ изменён на пункт „А“. Выписка из приказа будет сегодня выслана в ВВА РККА», подписано: «Пом. нач. ОК ВВС РККА бат. комиссар Апраксин». На этом основании, с мая 1938 г. — пенсионер Красной Армии (письмо управления по начальствующему составу при наркоме обороны НКО СССР от 17 октября 1938 г. № УНК7/16364/1710, личное дело № 16364).

### Работа в предвоенный, военный и послевоенный периоды
После указанных выше событий 1937—1938 гг., фамилия была изменена на «Кон-Коннэрт». Возможно, это, а также увольнение из армии, спасло его от дальнейших репрессий 1938—1941 гг., когда были арестованы и осуждены многие руководители ВВС РККА, ВВИА им. Н.Е. Жуковского и НИИ ВВС, включая начальника и комиссара ВВИА в 1933—1936 гг. комкора А. И. Тодорского, начальника штаба НИИ ВВС комбрига И. А. Коробова, главного инженера-механика ВВС в 1933-1935 гг. бригинженера А. К. Аузана, начальника и военкома НИИ ВВС комдива Н. Н. Бажанова, начальника Управления авиационного вооружения ВВС И. Ф. Сакриера, военкома ВВИА дивизионного комиссара Я. Л. Смоленского, начальника штаба УВВС комкора В. К. Лаврова и многих других, с которыми В. С. Коннэрт тесно общался по службе. В 1938 г. был арестован (освобожден в 1940 году) и один из лучших друзей В. С. Коннэрта, Гарольд Матсон, который в годы Гражданской войны был командиром, затем начальником штаба бригады латышских стрелков, а впоследствии — преподавателем ВВИА им. Н.Е. Жуковского, и в честь которого В. С. Коннэрт назвал своего сына.
С июля 1938 г. — главный инженер Колюбакинского игольного завода в п. Колюбакино Рузского района Московской области. С июня 1939 г. — начальник конструкторско-технического бюро ГУ промышленных металлоизделий НКМП.
Комиссией партийного контроля при ЦК ВКП(б) 07.08.1939 г. восстановлен в правах члена ВКП(б) с объявлением строгого выговора с предупреждением «за неуказание в автобиографиях изменения в 1918 г. своей фамилии и неправильное указание своего года рождения». Однако в кадрах армии восстановлен не был. 25 августа 1941 г. вновь исключен из партии Московским обкомом ВКП(б).

В предвоенный период, неоднократно пытался вернуться к работе в авиации, однако постоянно получал отказы. В частности, такой отказ получен на бланке Первого Главного Управления Наркомата оборонной промышленности СССР (№ 11-12-315 от 14.02.1939):
«На Ваше письмо сообщаю, что в данное время использовать Вас в нашей системе не представляется возможным за неимением вакантных мест», подписано «Начальник 2-го отдела ПГУ НКАП Орлов».
Затем, на бланке Управления ВВС РККА получен ответ от 08.01.1940 (№ 11804):
«Вопрос о Вашем возвращении в кадры РККА комиссией ВВС Красной Армии рассматривался 28 ноября и 22 декабря 1939 г. и вынесено решение: оставить в запасе за невозможностью в данный момент использовать Вас в частях ВВС РККА. Использовать же Вас в ВВА из-за отсутствия подходящих вакантных должностей не представляется возможным». Подписано: «Помощник начальника ВВС Красной Армии комдив Котов».
В марте 1942 г.-марте 1943 г. — главный инженер, затем директор Челябинского сварочного завода Главметалла НКМП. В мае 1943 г. — октябре 1946 г. — главный инженер завода № 11 (контрольно-измерительных приборов) и одновременно зам. директора по научной части ЦНИЛ контрольно-измерительных приборов Главпищемаша МПП СССР (г. Москва).

В годы Великой Отечественной войны также неоднократно пытался вернуться к работе в авиации. В частности, сохранился ответ на заявление о предоставлении работы в системе Наркомата авиационной промышленности от 12.05.1942 (№ 170):
«На Ваше заявление от 22/4 с.г. сообщаю, что поскольку Вы получили назначение на должность гл. инженера завода, в настоящее время в системе НКАП предложить руководящую работу не представляется возможным», подписано «Зам. начальника Управления кадров Ржищев».
Сохранилась и копия письма на имя секретаря ЦК ВКП(б) Г. М. Маленкова, датированного 14 сентября 1944 г., в котором В. С. Кон-Коннэрт, после изложения автобиографических данных, отмечает:
«…на протяжении всех лет работы в авиации мне приходилось заниматься самыми различными вопросами создания и организации авиационной техники, её боевого применения и подготовки кадров. Много и успешно занимался внедрением крупнокалиберной самолётной артиллерии, бомбовым калибражом, прицелами, минно-торпедным вооружением, реактивным вооружением, телемеханикой, самолётами (в течение ряда лет был председателем самолётной макетной комиссии), техникой спецслужб, боевым применением авиации, организацией военно-технического образования и подготовкой средних и высших кадров, организацией и проведением научно-исследовательских работ ….. Мои просьбы об использовании меня по прямой специальности, посланные до и в начале войны, остались без ответа, несмотря на то, что моя работа никем не опорочивалась. …. Считаю уместным обратиться именно к Вам с просьбой решить вопрос о моем возвращении на работу в военную авиацию (или в авиационную промышленность) …. Позволю себе сослаться на ряд товарищей, которые могли бы дать мне деловую характеристику: народный комиссар т. Шахурин А. И. и некоторые из его заместителей, генералы авиации тт. Жаров Ф. И., Соколов-Соколенок Н. А., Андреев В. А. и другие работники Управления и Академии ВВС и промышленности».
На это заявление был вскоре получен ответ на бланке Заместителя Наркома Авиационной Промышленности СССР от 29.11.1944 (№ К-2/5759), копия — в Управление кадров ЦК ВКП(б) т. Вахрушеву:
«На Ваше заявление от 14/9 с.г. сообщаю, что ввиду отсутствия вакантных должностей по Вашей специальности, в настоящее время, удовлетворить просьбу о предоставлении работы в НКАП не можем», подписано «В.Тарасов».
Еще одно «отказное» письмо датировано 15 декабря 1946 г. (№ УК 5/Е/4850). В нём сообщается, что
«Ваше письмо с просьбой о восстановлении в рядах Советской Армии Главнокомандующий ВВС ВС маршал авиации тов. Вершинин рассмотрел и приказал сообщить, что восстановить Вас в армии не представляется возможным в связи с отсутствием подходящих должностей и большого перерыва в Вашей службе в частях ВВС», подписано «Начальник Управления кадров ВВС ВС СССР генерал-лейтенант ИАС Орехов».
В 1947 г. ВАК МВО СССР вновь отказал в утверждении в ученой степени кандидата наук и ученом звании доцента (письмо № УС12 от 15.03.1947):
«Решением Президиума Высшей Аттестационной комиссии от 11.03.1947 (протокол № 8) ходатайство об утверждении Вас в ученой степени кандидата наук и ученом звании доцента — отклонено», подписано «Зам. Ученого Секретаря ВАК И.Олесов».
В 1948 г. приказом МО СССР было присвоено новое военное звание «инженер-подполковник запаса», с отменой ранее носимого звания «дивинженер запаса».
В октябре 1946 г. — январе 1949 г. — начальник технологического отдела ВНИИ медицинского оборудования и инструментов МЗ СССР. В феврале 1949 г. — июне 1951 г. — начальник отдела нормализации треста «Строймехмонтаж» МСиДМ (Министерство строительного, коммунального и дорожного машиностроения) СССР. В июле 1951 г. — июне 1956 г. — инженер, зам. начальника отдела, начальник отдела Центрального проектно-конструкторского бюро МЗ СССР. В июне 1956 г. — марте 1959 г. — начальник технического отдела ВНИИ экспериментальной хирургической аппаратуры и инструментов МЗ СССР.

### Вопрос о реабилитации
Очередная апелляция по вопросу восстановления в партии была направлена в Комитет партийного контроля при ЦК КПСС в начале 1955 г., однако в этом В. С. Коннэрту было отказано.
9 августа 1957 г. сын В. С. Коннэрта был вызван в Военную прокуратуру Московского ВО, где ему сообщили, что Главной военной прокуратурой Советской Армии поручено выяснить судьбу В. С. Коннэрта и в соответствии с имеющимися материалами реабилитировать его. После того, как было установлено, что В. С. Коннэрт жив, он тут же был сам вызван в Военную прокуратуру МВО. Однако, когда выяснилось, что аресту он не подвергался и осужден не был, вопрос о его реабилитации был снят, «поскольку он не был репрессирован и реабилитации не подлежит».
Вместе с этим, в своем последующем письме от 21.11.1957 на имя Главного военного прокурора, В. С. Коннэрт отмечал необоснованность и несправедливость (а) лишения его воинского звания «дивинженер запаса» в 1948 г., с присвоением существенно более низкого звания инженера-подполковника запаса, (б) неутверждения решения Ученого Совета ВВИА им. Н.Е. Жуковского о присвоении ему ученой степени кандидата технических наук и ученого звания доцента, и (в) принудительного переселения в 1938 г. его и его семьи из квартиры в ведомственном доме ВВИА им. Н.Е. Жуковского в дом барачного типа, несмотря на ранее имевшееся запрещение последнего Военной прокуратурой РККА.
В соответствии с этим, Главная военная прокуратура вышла с запросом о решении данных вопросов в Министерство обороны СССР, откуда поступил ответ на бланке Главного Управления Кадров МО СССР (от 12.12.1957, № ГУК 87149), в котором сообщалось, что «по вопросу воинского звания соответствующие указания даны Ленинградскому райвоенкому г. Москвы», а выписка «о присвоении ученой степени кандидата технических наук и ученого звания доцента направлена для рассмотрения Начальнику управления кадров ВВИА им. Н.Е. Жуковского, от которого Вы и получите ответ».
Однако ни по одному из указанных вопросов положительных решений принято не было.

## Смерть
Владимир Семёнович Коннэрт скоропостижно скончался 4 марта 1959 года в Москве от инфаркта, похоронен на Ваганьковском кладбище. На памятнике указана фамилия «Коннэрт», но в свидетельстве о смерти и документах на захоронение она указана как «Кон-Коннэрт»; показаны также годы рождения и смерти «1900-1959».

## Награды
Орден Красного Знамени (1928)
Орден Красной Звезды (1936)
Медаль «За доблестный труд в Великой Отечественной войне» (1946)
Медаль «В память 800-летия Москвы» (1948)

## Семья
Отец — Кон Семён (Симон) Моисеевич (1880—1943?), предприниматель, владел фабрикой и доходными домами в г. Рига, и мать — Кон Ревекка Борисовна (1879—1943?), погибли в Рижском гетто.
Брат — Кон Борис Семёнович (1903-?), после 1945 г. проживал в г. Пярну (Эстония).
Сестра — Кон Рита (Рахиль ?) Семёновна (1902?-?), после 1945 г. проживала в г. Рига (Латвия).
Сестра — Кон (в замужестве Левитан) Ева Семёновна (1906-?), после 1945 г. проживала в г. Рига (Латвия).
Был женат (1923—1959), жена — Нина (Неонила ?) Марковна Коннэрт (1900?-1985), урождённая Находкина (по первому браку — Базилевская, первый муж, инженер-путеец, погиб в 1918 г. в служебной командировке), уроженка села Ивановского Рыльского района Курской губернии, из многодетной крестьянской семьи. Похоронена рядом с мужем на Ваганьковском кладбище Москвы.
Дети: дочь — Коннэрт Вера Владимировна (1925—1996), сын — Коннэрт (с 1958 г. Соловьев) Гарольд Владимирович (1929—1992). Похоронены рядом с отцом и матерью на Ваганьковском кладбище Москвы.